# بگهتی
بگهتی (به انگلیسی: Baghati) یک منطقهٔ مسکونی در پاکستان است که در خیبر پختونخوا واقع شده‌است. بگهتی ۱٬۳۰۶ متر بالاتر از سطح دریا واقع شده‌است.